# Erika analalava
Erika an-alal-ava är en fjärilsart som beskrevs av Griveaud 1975. Erika an-alal-ava ingår i släktet Erika och familjen tofsspinnare. Inga underarter finns listade i Catalogue of Life.